# Alabis (herb szlachecki)
Alabis – polski herb szlachecki odmiana herbu Rubiesz.

## Opis herbu
W polu błękitnym rogacina rozdarta srebrna nad takimiż wrębami.

## Najwcześniejsze wzmianki
XVI wiek

## Herbowni
Alabis.